# Diada dels Raiers
La Diada dels Raiers es desenvolupa a la Pobla de Segur des del 1979 per a rememorar aquest antic ofici de raier dedicat al transport fluvial molt important a la Noguera Pallaresa. L'organització va a càrrec de l'Associació de Raiers de la Noguera Pallaresa, que amb la seva projecció internacional amb associacions similars van crear l'Associació Internacional de Raiers, que és com s'anomena l'entitat a principis del segle xxi.
La festa comença el dissabte al matí, a la Presa de Llania, uns cinc quilòmetres riu amunt, on té lloc el muntatge dels rais, seguint l’antiga i tradicional tècnica dels raiers pallaresos. Lliguen els troncs amb les redortes fetes de bedoll, fixen les remeres amb les quals governaran el rai i planten l'estatge on per protegir-ho de la mullena es penja el fato, és a dir la roba eixuta, el menjar i la bota de vi.
La tarda del dissabte està plena d'activitats relacionades amb els raiers, algunes d'elles es fan en el Museu dels Raiers al proper poble del Pont de Claverol. Coincidint de dates se celebra a la Pobla de Segur la Trobada de Música Tradicional al Pallars i tot el cap de setmana és ple de concerts, balls, tallers i altres activitats musicals que s'alternen i es complementen amb les activitats raieres. Al vespre del dissabte té lloc un sopar de cuina pallaresa en el qual s'homenatja a persones i institucions que col·laboren en el fet raier, lliurant-los la distinció Ganxa d'Or.
El diumenge al matí té lloc l'acte central de la festa amb el descens pel Noguera Pallaresa. Els raiers van a la Presa de Llania i dalt dels rais comencen el descens pel riu davant del nombrós públic. El trajecte és d'uns sis quilòmetres i durant tota la navegació les vores del riu són plenes de gent que els anima. Els raiers, vestits a l'antiga, es passen l'estona manejant el rem amb destresa per aconseguir que els rais naveguin sense embarrancar, sempre amb els peus molls per l'aigua del riu i el cap calent del sol. L'arribada a la Pobla de Segur és un esclat de música i de gresca. La diada culmina amb un dinar de germanor a la riba del riu que aplega més d'un miler de persones cada any.